# Langlaufloipe Schwedentritt
Die Langlaufloipe Schwedentritt ist eine Langlaufloipe in Einsiedeln in der Schweiz. Die Loipe ist sowohl im Skating- als auch im klassischen Stil präpariert. Sie beginnt beim Kloster Einsiedeln, führt dann dem Sihlsee entlang und schliesslich durch das Hochmoorgebiet der Schwantenau. Die gesamte Strecke beträgt 21,1 km (Halbmarathon), kann aber auf 4, 12 oder 15 km abgekürzt werden. Aufgrund der zahlreichen Steigungen ist die Loipe konditionell anspruchsvoll. Da die Landschaft mit dem Hochmoor Schwantenau und seinen Birken stark an Schweden erinnert, wurde die Loipe in den 1970er Jahren auf den Namen Schwedentritt getauft.

## Einsiedler Skimarathon
Jeweils im Februar findet auf der Loipe der Einsiedler Skimarathon statt, traditionell bekannt als Einsiedler Volkslauf. Die Einsiedler Langlauflegende und Olympiamedaillengewinner Alois «Wisel» Kälin nahm mehrmals am Volkslauf teil und gewann auch einige Male, und trug so zur Bekanntheit der Loipe bei.

## Bilder

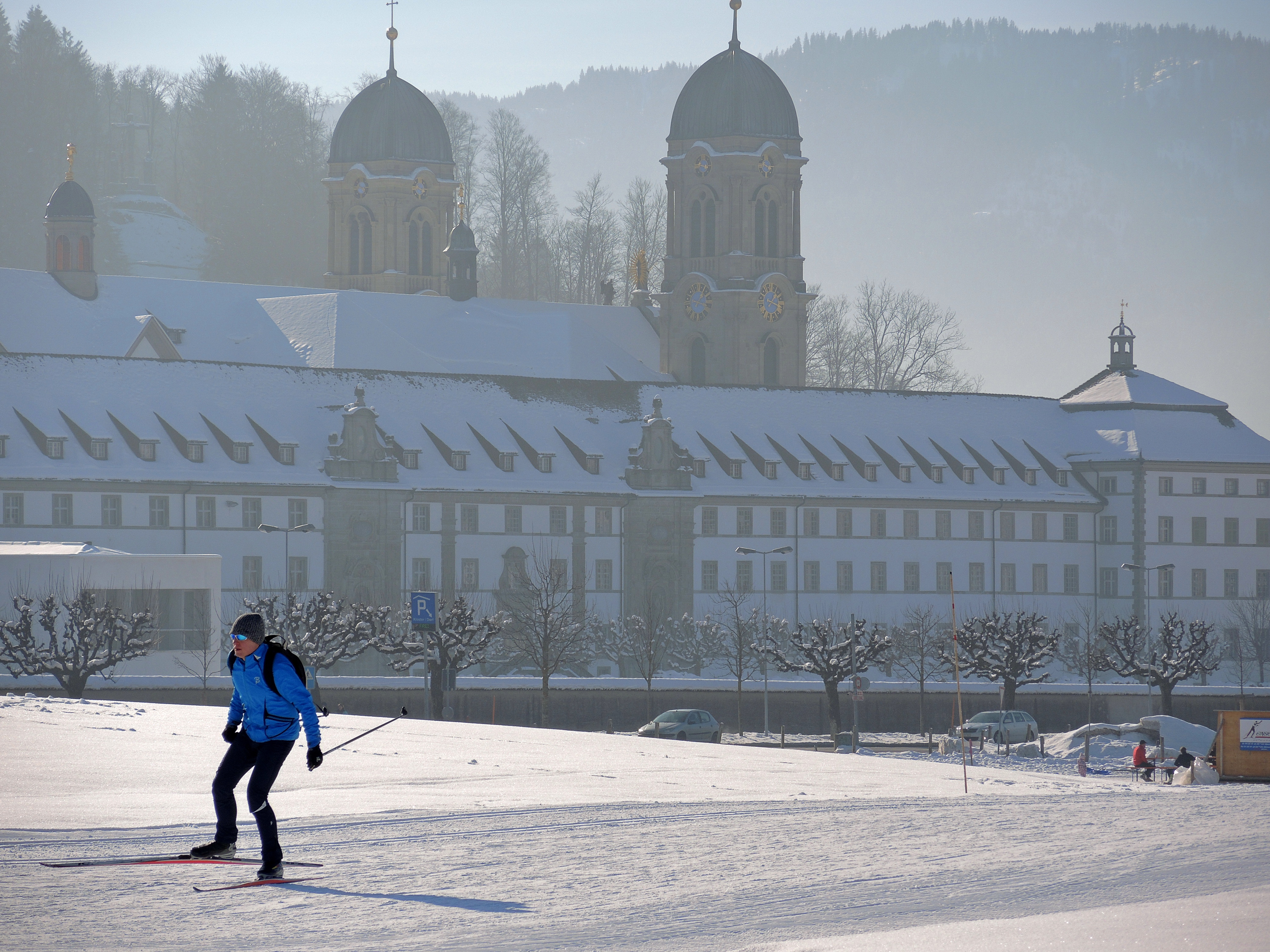
Start beim Kloster Einsiedeln
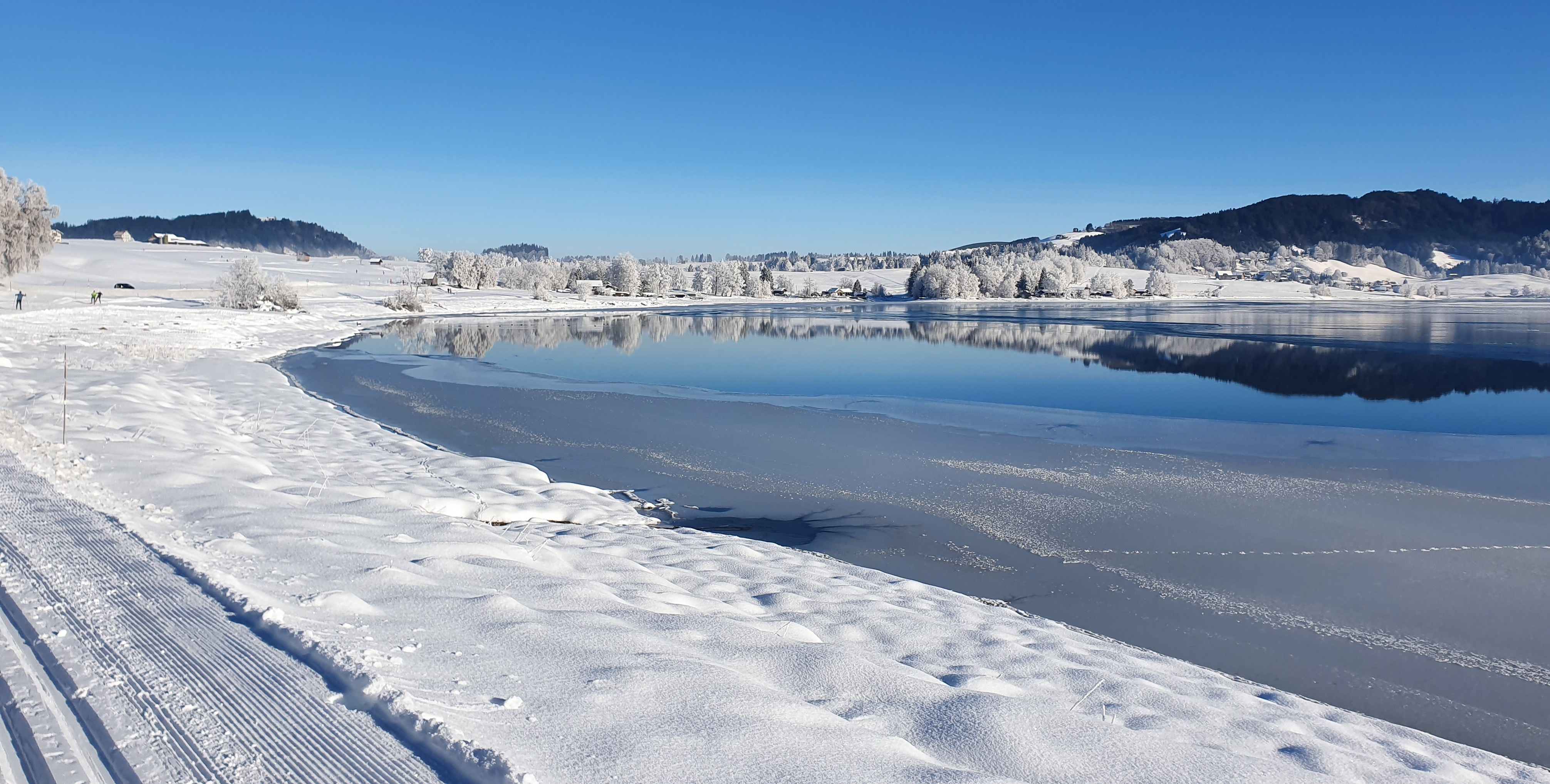
Am Nordufer des Sihlsees
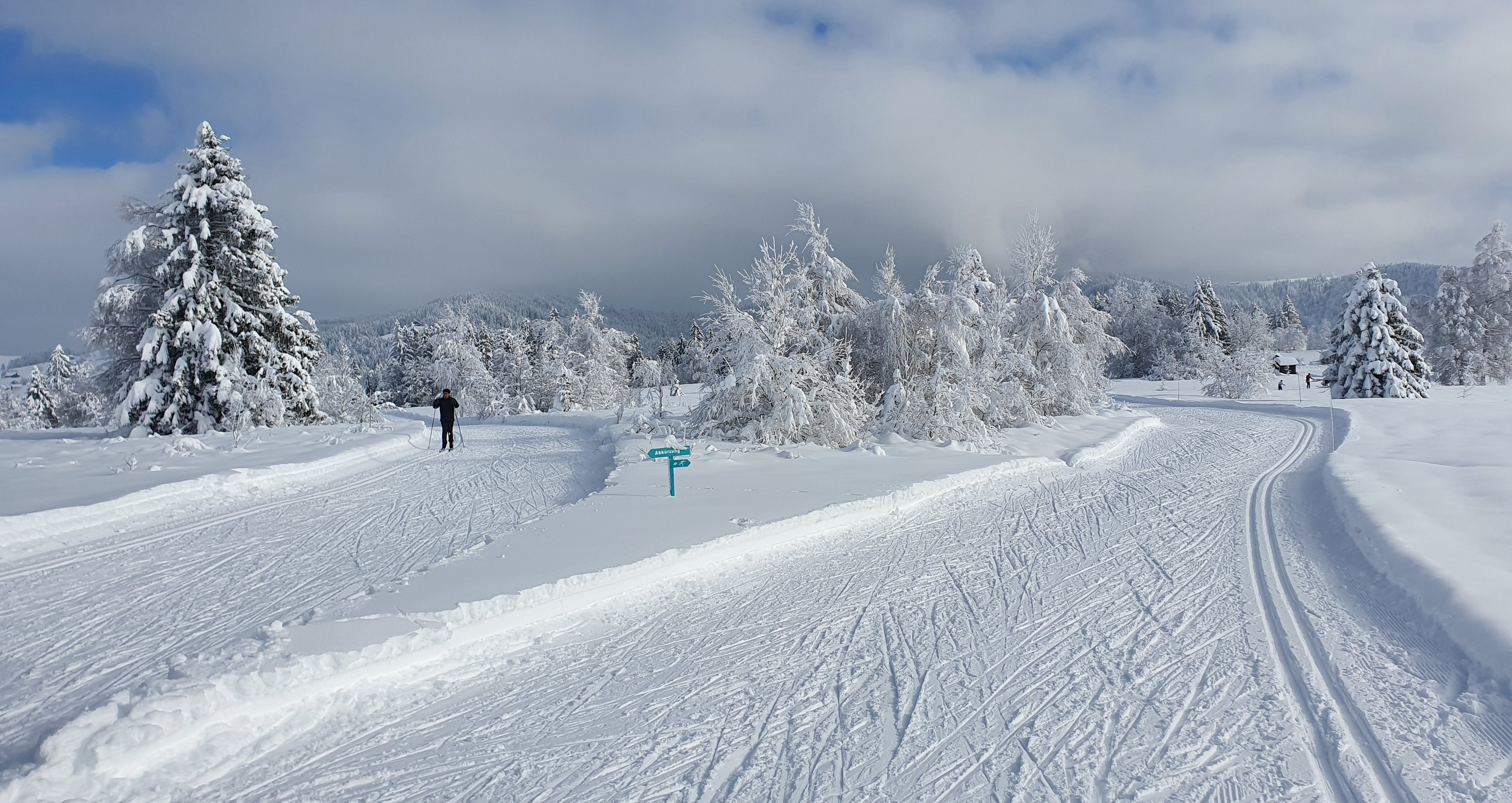
Bei Roblosen
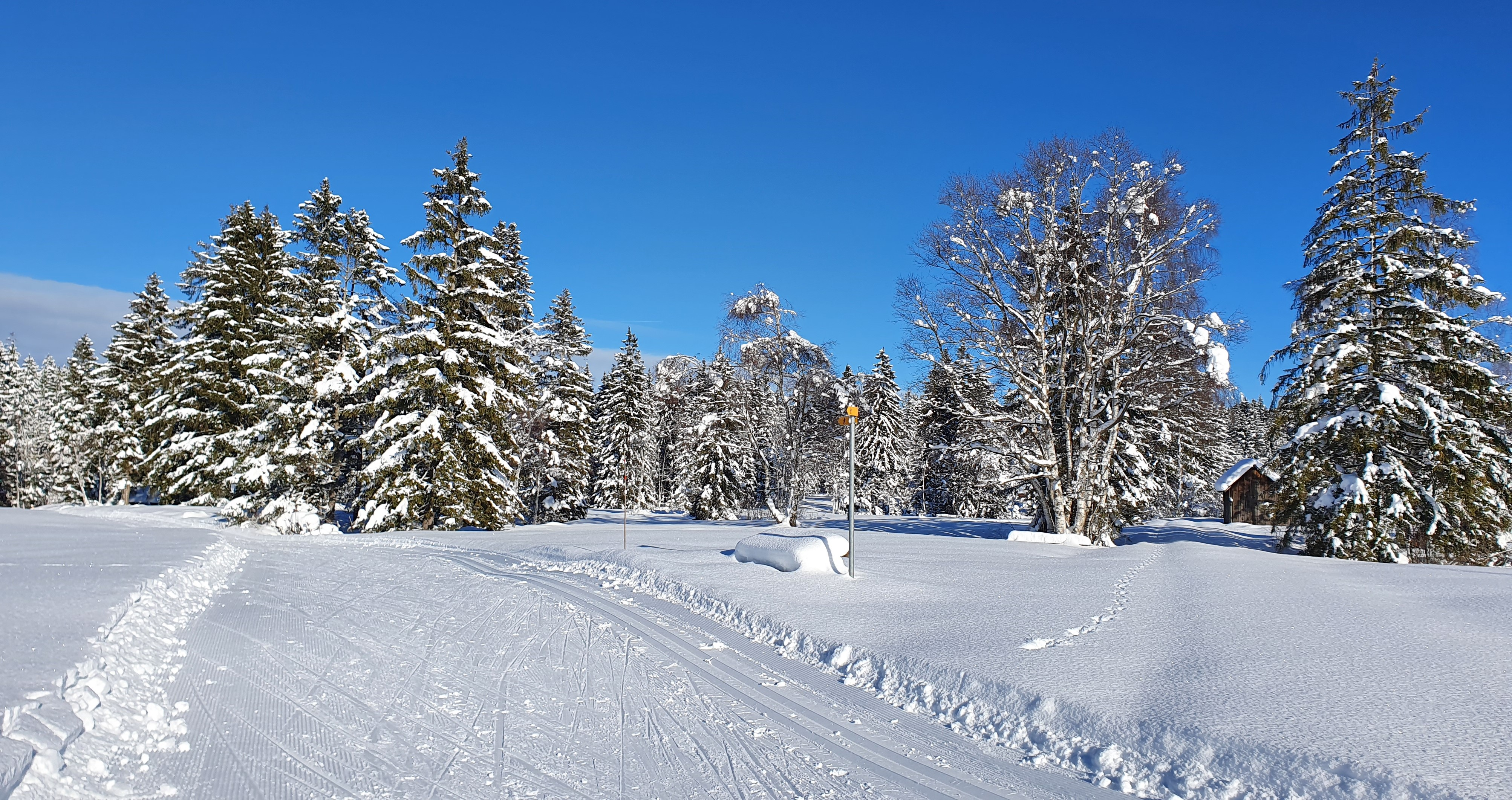
Im Hochmoorgebiet Schwantenau
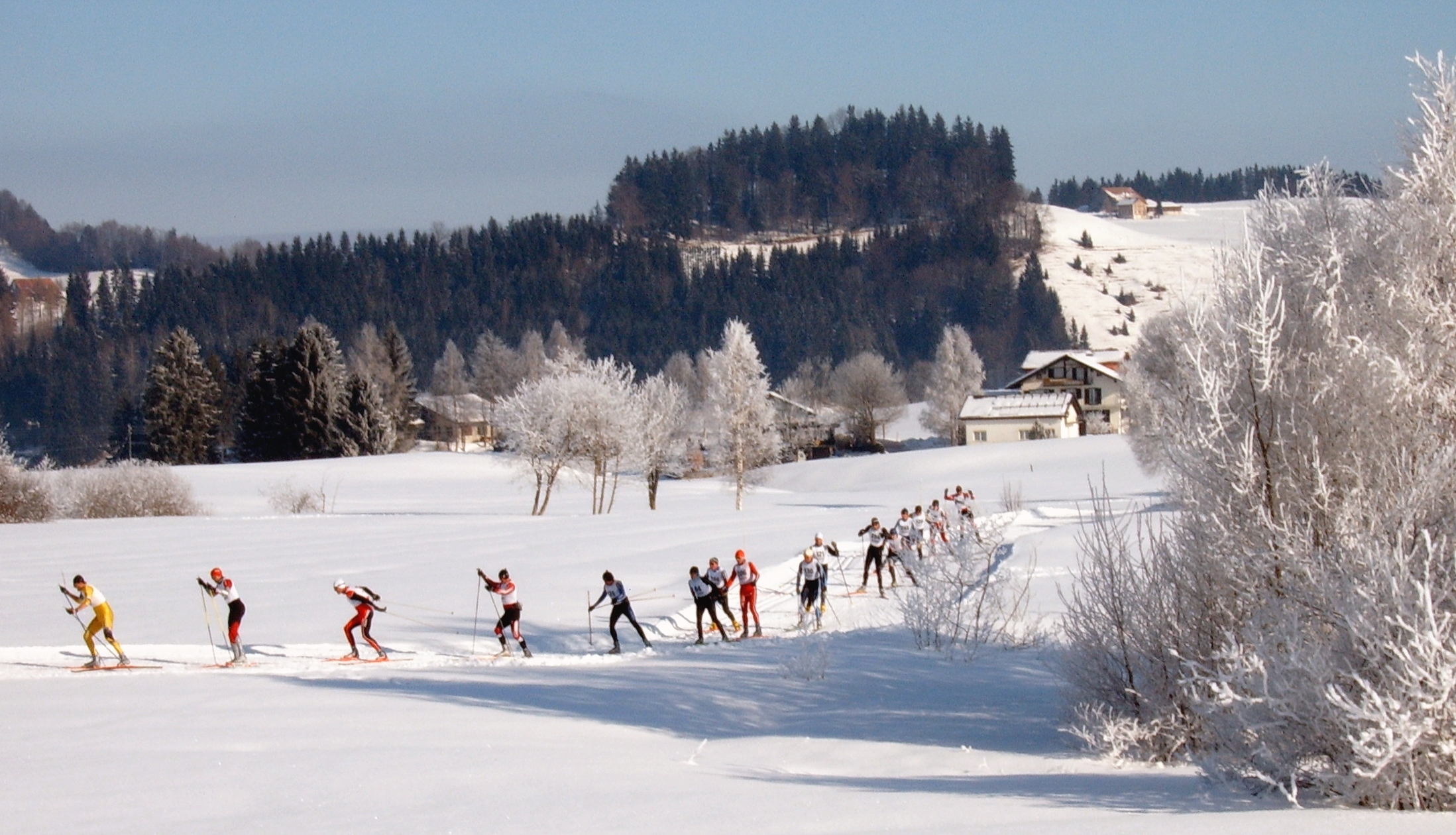
Skilangläufer (Skating) am Einsiedler Skimarathon 2006